# Baasistická Sýrie
Baasistická Sýrie, oficiálním názvem Syrská arabská republika (arabsky الجمهورية العربية السورية‎, al-Džumhúríja al-arabíja as-súríja), je označení pro období Sýrie mezi lety 1963 a 2024, kdy byl stát pod totalitní vládou místní odnože strany Baas. Ta se chopila moci při státním převratu dne 8. března 1963, který byl veden alavitskými vojenskými důstojníky. Prezidentem se stal Saláh Džadíd, který byl roku 1970 svržen Háfizem al-Asadem. Odpor proti Assadově vládě vedl v roce 1982 k masakru v Hamá. Háfiz al-Asad zemřel v roce 2000 a jeho nástupcem se stal jeho syn Bašár. Protesty proti nadvládě strany Baas v roce 2011 během Arabského jara vedly k občanské válce, která oslabila územní kontrolu Asadova režimu. Několik let se baasistické vládě podařilo udržet se u moci a získat zpět území díky podpoře Ruska, Íránu a Hizballáhu. Po ofenzívě opozičních sil pak dne 8. prosince 2024 došlo ke svržení režimu a útěku posledního baasistického prezidenta Bašára al-Asada do exilu.

## Režim
Vláda byla soustředěna v rukou panarabské strany Baas (Socialistická strana arabské obrody), která měla vliv na všechny tři větve státní moci – zákonodárnou, soudní a výkonnou. V čele strany i vlády a ozbrojených sil stál prezident. Lidová rada, syrský zákonodárný orgán, byl volen na 4 roky a měl 250 členů, z nichž polovina musela být ze strany Baas. Ve skutečnosti ale neměl nezávislé postavení a byl kontrolována výkonnou mocí. Právní systém kombinuje osmanské a francouzské občanské právo a islámské právo.
Přestože ústava zaručuje právo na svobodu slova a svobodu tisku, od vzestupu moci strany Baas v roce 1963 bylo v zemi běžné odpírání těchto práv. Média jsou vlastněná státem a kontrolována ministerstvem informací. Kritika prezidenta, vlády, strany Baas a armády byla zakázána, stejně jako kritika arabské strany v arabsko-izraelském konfliktu. Vláda také blokovala některé internetové stránky. Mezi další případy porušování lidských práv v Sýrii patří bezdůvodné zatčení, odsouzení po nespravedlivých soudních procesech, mučení a zákaz odcestovat do zahraničí. Tyto praktiky vláda ospravedlňovala výjimečným stavem, který vyhlásila v roce 1963. V zemi byl praktikován trest smrti.
Po pádu režimu a útěku Bašára Asada ze země strana Baas oznámila, že pozastaví svou práci ve všech jejích formách až do odvolání a že předá svůj majetek úřadům.

### Zahraniční vztahy
Klíčovým bodem pro zahraniční vztahy země byl před vypuknutím občanské války arabsko-izraelský konflikt. Baasistická vláda požadovala stáhnutí izraelských vojsk ze všech okupovaných území a navrácení suverenity nad Golanskými výšinami. Po událostech Arabského jara roku 2011 se následkem nepokojů a brutálních zákroků proti demonstrantům se režim dostal do silné mezinárodní izolaci. Ze států v regionu si Sýrie udržovala v letech před válkou dobré vztahy s Íránem, s nímž udržuje i vojenskou spolupráci. Korektní vztahy v minulosti nastolila rovněž s iráckou vládou a Tureckem. Po vypuknutí protestů však Turecko zakázalo dovážet pro Sýrii přes Bospor a Dardanely vojenský materiál. Turecká vláda zároveň drží ochrannou ruku nad syrskými důstojníky, kteří zběhli na turecké území, a poskytuje také azyl několika tisícům uprchlíků, kteří prchají před násilím za hranice své země; a po vypuknutí konfliktu poskytovalo útočiště opoziční exilové vládě. Po protisyrských demonstracích v Libanonu pod tlakem mezinárodního společenství Sýrie z této země stáhla v roce 2005 své vojáky a před událostmi Arabského jara se situace mezi oběma zeměmi stabilizovala. Ve válečné situaci si Sýrie udržovala dobré vztahy s Ruskem, které ji zásobovalo vojenským vybavením. Ruská federace měla rovněž v Sýrii svou jedinou námořní základnu ve Středomoří, umístěnou v přístavu Tartús; ta však byla v prosinci 2024 opuštěna. Rusko spolu s Čínou také v říjnu 2011 vetovaly v Radě bezpečnosti OSN návrh rezoluce oficiálně odsuzující Sýrii, stejný scénář se opakoval i v lednu 2012. Přes omezenou podporu těchto států musí Sýrie čelit sankcím ze strany Spojených států, Evropské unie, Turecka a v minulosti také Ligy arabských států. V letech 2011 až 2023 měla Sýrie v Lize arabských států Sýrie pozastavené členství.

### Obrana a bezpečnost
Baasistická vláda disponovala jednou z nejsilnějších vojenských sil v regionu. Syrské ozbrojené síly sestávaly z pozemní armády, námořnictva, letectva a protiletecké obrany. K roku 2004 mělo pozemní vojsko celkem 200 000 mužů v aktivní službě a 280 000 v záloze. Námořnictvo disponovalo 7 600 muži ve službě a 4 000 v záloze, letectvo zaměstnávalo celkem 35 000 mužů a s dalšími 70 000 v záloze a protiletecká obrana měla k dispozici 54 200 aktivního personálu. V Sýrii funguje branná povinnost, k odvodu jsou povoláváni všichni muži starší 18 let. Studenti vysokých škol mají právo na odklad. Ve stejném období armáda vlastnila 4 200 tanků, 800 průzkumných vozidel, 2 100 bojových vozidel pěchoty, 1 600 dopravních vozidel, 1 630 kusů polního dělostřelectva, 430 kusů mobilního dělostřelectva a stovky dalšího armádního vybavení. Námořnictvo operovalo s 2 fregatami, 12 raketovými čluny a dalšími 20 loděmi rozdílné specializace, doplněných ozbrojenými helikoptérami. Letectvo mělo k dispozici 520 bojových letadel a 71 helikoptér. Ozbrojené složky orientované na protivzdušnou obranu měly pod kontrolou 160 baterií pro rakety země–vzduch a 4 000 kusů protiletadlového dělostřelectva.
Ozbrojené síly státu se podílely na obraně země, veřejných pracích, budování silnic a veřejné zdravotní službě. Po rozpadu Sovětského svazu ztratila Sýrie hlavního vojenského partnera, který poskytoval jejím ozbrojených silám školení, techniku i finanční pomoc. Díky tomu, že se připojila k protiiráckým silám ve válce v Zálivu, dostala od arabských států značnou finanční podporu, kterou poté z velké části směřovala do dalších vojenských výdajů. Armáda měla silný vliv na chod státu až do začátku občanské války.
Již v první fázi povstání od roku 2011 zběhlo ze syrských ozbrojených sil několik stovek vojáků, mezi nimi byli i vyšší důstojníci. Počet zběhů se poté ještě zvýšil.
Od ledna 2012 dostávaly syrské vojenské jednotky zbraně a výstroj ze zahraničí, zejména z Ruska.
Tajné služby hrály v Sýrii významnou roli, spočívající především ve sledování populace a represi opozice. Patřili mezi ně Direktoriát politické bezpečnosti, Syrská vojenská výzvědná služba, Generální direktoriát výzvědných služeb a Bezpečnostní služba vzdušných sil. Tyto služby operovaly nezávisle na zákonech i na sobě navzájem a často se dopouštěly porušování lidských práv. Syrská policie se skládala z několika částí – sekce určená pro případy nouze, další pro zvládání nepokojů, třetí se zabývá dopravní bezpečností a čtvrtá má pouze lokální působnost. Existují i dvě paramilitární organizace – v roce 2004 mělo četnictvo 8 000 mužů a domobrana pod kontrolou strany Baas (zvaná Milice pracujících, případně Lidová armáda) čítala pravděpodobně asi 100 000 mužů.

V případě boje s terorismem rozlišovala vláda mezi teroristickými organizacemi, které veřejně odsoudila, a skupinami, které se podle Sýrie podílejí na legitimním boji proti Izraeli. Zatímco syrské instituce zasahoval například proti Al-Káidě a Tálibánu, zároveň podporovaly a poskytovaly prostředky libanonskému hnutí Hizballáh a palestinskému hnutí Hamás.

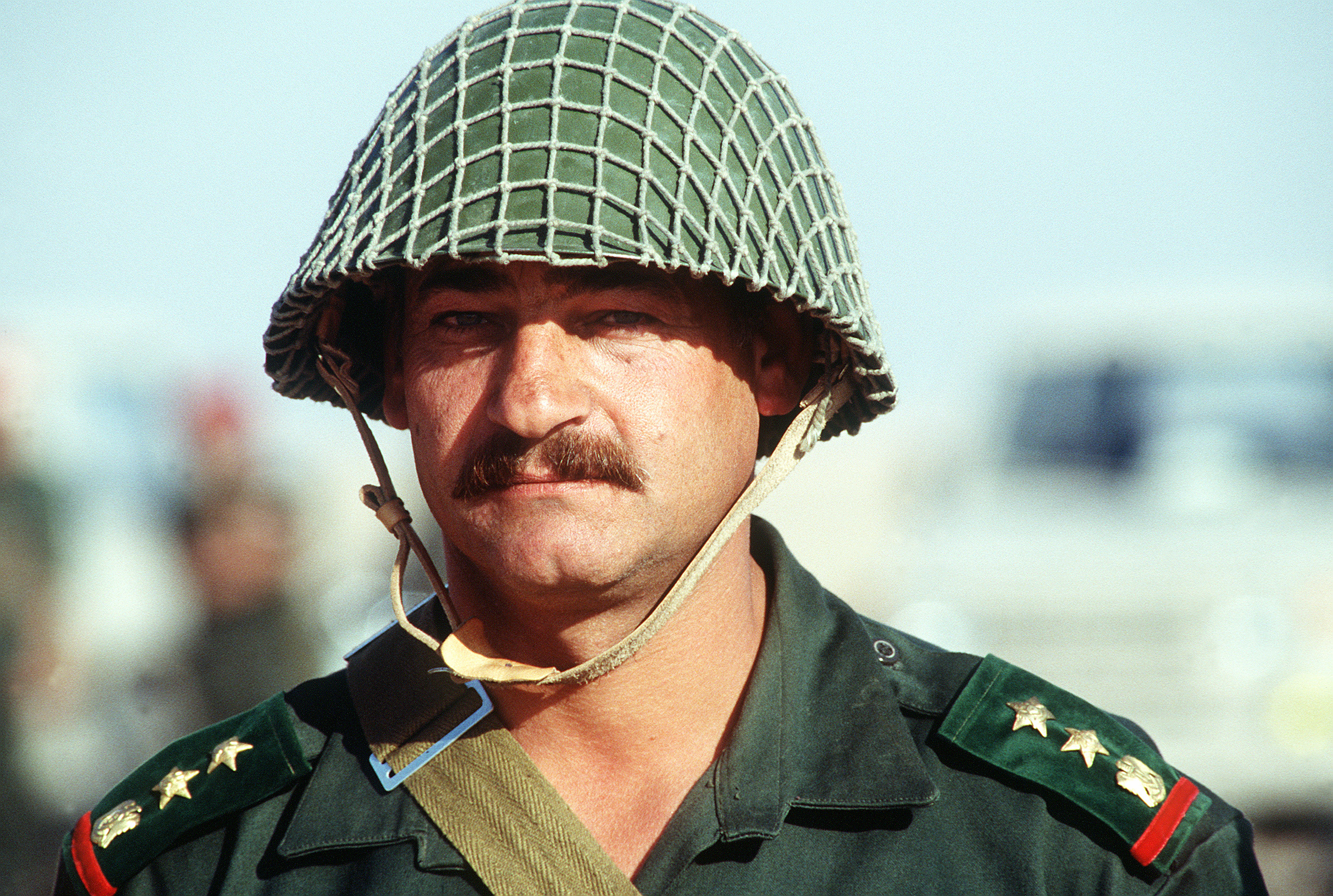
Syrský důstojník v průběhu války v Zálivu, 1991
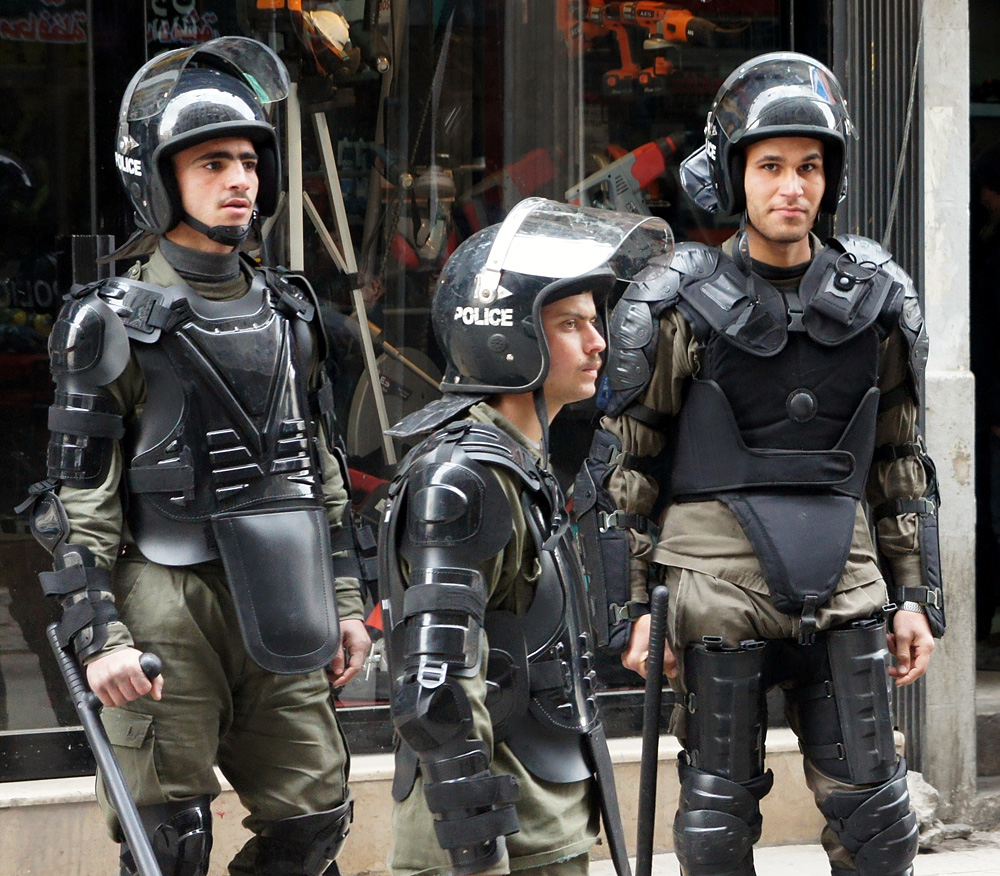
Těžkooděnci syrské policie, 2012

## Seznam prezidentů
- Lu'ay al-Atassi (1963)
- Amín al-Háfiz (1963–1966)
- Nureddin al-Atassi (1966–1970)

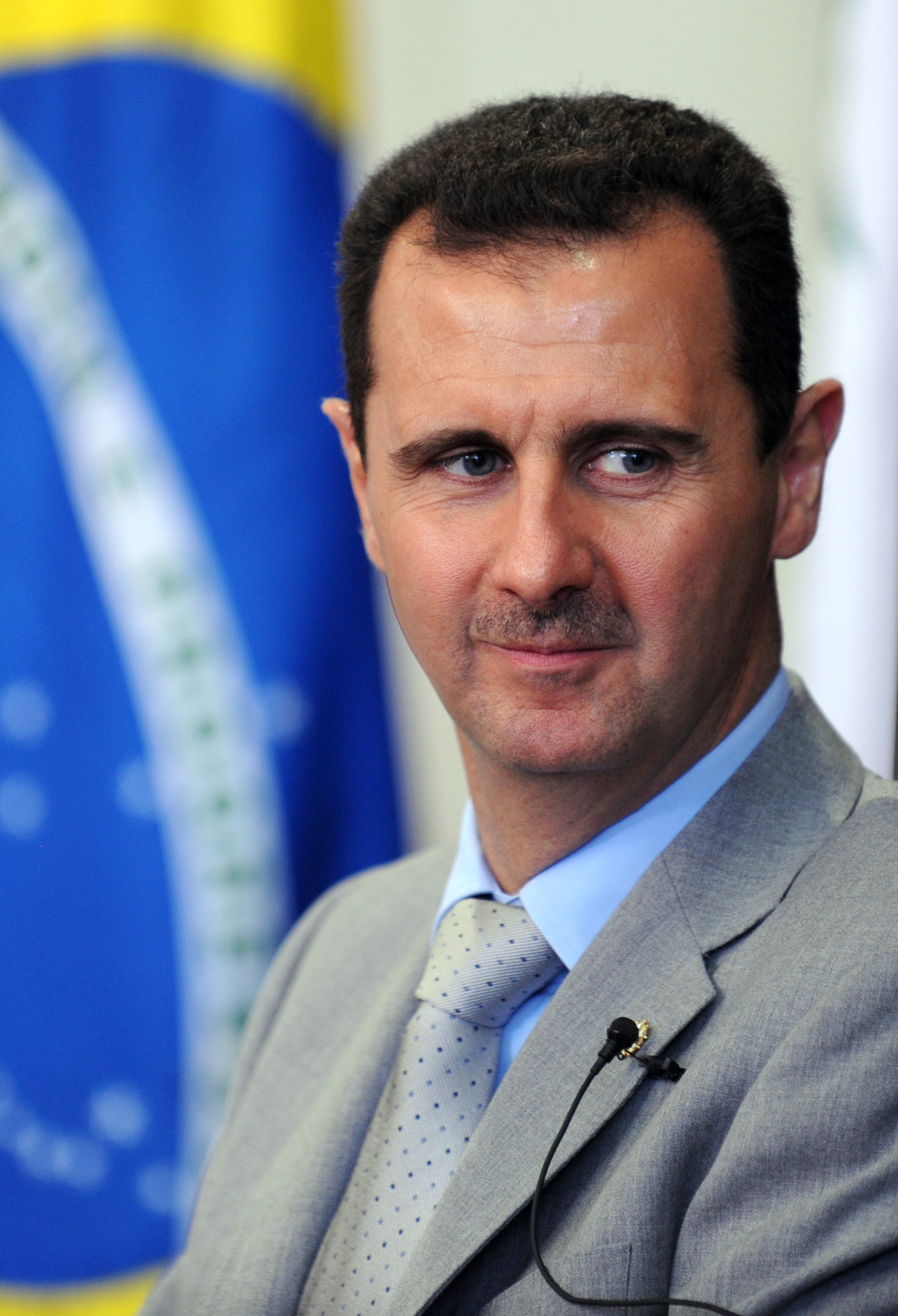
Prezident Sýrie v letech 2000 až 2024 Bašár al-Asad

- Ahmad al-Chátib (1970–1971, úřadující)
- Háfiz al-Asad (1971–2000)
- Abd al-Halím Chaddám (2000, úřadující)
- Bašár al-Asad (2000–2024)